# Canthocamptus zschokkei
Canthocamptus zschokkei is een eenoogkreeftjessoort uit de familie van de Canthocamptidae. De wetenschappelijke naam van de soort is voor het eerst geldig gepubliceerd in 1893 door Schmeil.